# زكريا لبيب
زكريا لبيب (28 فبراير 2003) هو لاعب كرة قدم مغربي، يلعب كظهير أيسر لنادي الرجاء الذي ينافس في البطولة الوطنية المغربية.

## مهنة النادي
زكريا لبيب من مواليد يوم 28 فبراير 2003 بالدار البيضاء. في سن مبكرة، انضم إلى فريق شباب نادي الرجاء الرياضي في ملعب الوازيس.
في 9 سبتمبر 2022، ظهر لأول مرة على المستوى الاحترافي عندما حل بديلاً لعبد الإله مذكور ضد الاتحاد التوركي. في 18 مارس 2023، ظهر لأول مرة في دوري أبطال أوروبا ضد فريق فايبرز وسجل أول تمريرة حاسمة لسفيان بنجديدة.
في 15 يوليو 2023، وصل إلى نهائي كأس العرش مع النادي عندما لعب مباراة ضد النهضة البركانية على ملعب مولاي عبد الله والتي خسر فيها النادي بنتيجة (1-0).

## مهنة دولية
استدعي زكريا لأول مرة للعب مع المنتخب المغربي تحت 17 سنة في 2020. في عام 2022، لعب مع المنتخب الوطني تحت 20 سنة ولعب بعض المباريات الودية ضد رومانيا، والسودان، وفلسطين.
في 9 يونيو 2023، كان واحدًا من أربعة لاعبين فقط في القائمة النهائية لعصام الشرعى للعب في كأس الأمم الأفريقية تحت 23 سنة 2023 والتي أقيمت في المغرب. غاب زكريا عن المباراة الافتتاحية ضد غينيا، ولكن ضد غانا حل محل أسامة العزوزي وتأهل المنتخب المغربي إلى الدور نصف النهائي بعد فوزه بنتيجة 5-1. ضد مالي لم يلعب ولكن المنتخب فاز بركلات الترجيح بعد التعادل بنتيجة 2-2 وتأهلوا الفريق إلى دورة الألعاب الأولمبية 2024. فاز أسود الأطلس بالمباراة النهائية على مصر بهدف أسامة ترغلين المتأخر (الفوز 2-1). وهنأ الملك محمد السادس الفريق على إنجازه.

## الإنجازات
المغرب تحت 23
- كأس الأمم الأفريقية تحت 23 سنة: 2023

## روابط خارجية
- زكريا لبيب على موقع قاعدة بيانات كرة القدم.إي يو (الإنجليزية)